# Margarodes paulistus
Margarodes paulistus är en insektsart som beskrevs av Filippo Silvestri 1939. Margarodes paulistus ingår i släktet Margarodes och familjen pärlsköldlöss. Inga underarter finns listade i Catalogue of Life.